# Ami (Ibaraki)
Ami (阿見町?) è una cittadina giapponese della prefettura di Ibaraki.